# Бриггс, Пол
Пол Бриггс (англ. Paul Briggs), род. 13 августа 1978 года Крайстчерч, Новая Зеландия) — австралийский боксёр-профессионал, выступавший в полутяжёлой весовой категории (англ. Light heavyweight) (до 79,4 кг).

## Кикбоксинг
Бриггс начал заниматься кикбоксингом в возрасте 15 лет. Уже в 17 лет он вышел на бой за звание чемпиона мира, но потерпел поражение нокаутом. Провёл последний бой на кикбоксерской арене в декабре 1999 года.

## Профессиональная боксёрская карьера
Первый бой на профессиональном ринге Бриггс провёл в 1994 году против опытного австралийца Рональда Ду (43-11-5). Бриггс победил решением большинства судей и ушёл из бокса, переключившись на кикбоксинг.
В 1997 году провёл второй поединок и проиграл нокаутом, снова завязал с боксом на 3 года и вернулся в кикбоксинг.
В ноябре 1999 года окончательно решил остаться в боксе и начал уверенно побеждать своих соперников. В четвёртом бою после возвращения завоевал тихоокеанский титул IBF в первом тяжёлом весе. В ноябре 2000 года завоевал титул чемпиона Австралии в полутяжёлом весе.
13 марта 2003 года Бриггс победил по очкам очень опытного аргентинского боксёра Хорхе Фернандо Кастро (122-8-3).
В течение четырёх лет побеждал всех своих соперников. В марте 2004 года в элиминаторе WBC победил мексиканца Иисуса Руиса (18-3). В августе 2004 года в финальном элиминаторе WBC победил по очкам непобеждённого боксёра их Хорватии Стрипе Дривша (26-0). Бриггс занял первую строчку рейтинга WBC и стал главным претендентом на титул чемпиона мира.

### Бриггс против Адамека
В 2005 году Антонио Тарвер освободил чемпионский пояс, и Бриггс вышел на ринг с непобеждённым поляком Томашем Адамеком (28-0) в бою за вакантный титул чемпиона мира.
Бой был очень напряжённым и равным. В втором раунде Бриггс получил рассечение над левым глазом из-за случайного столкновения. С третьего раунда от многочисленных ударов правый глаз Адамека был почти полностью заплывшим. Решением большинства судей Адамек победил и нанёс Бриггсу второе поражение в карьере.
Бриггс провёл два рейтинговых поединка и в ноябре 2006 года вышел на повторный бой с Томашем Адамеком. Уже в первом раунде Бриггс удачно послал чемпиона на канвас. в девятом раунде за удар ниже пояса с Адамека было снято очко. Но это не помогло Полу Бриггсу, Адамек по ходу поединка был более быстр и наносил больше точных ударов. По истечении 12 раундов Адамек вновь победил решением большинства судей.

### Бриггс против Грина
Бриггс не выходил на ринг три с половиной года, и на бой с Дэнни Грином вышел с большим весом и в плохой форме. Чемпионский поединок по версии IBO в первом тяжёлом весе состоялся 21 июля 2010 года и продлился всего 29 секунд. Бриггс упал от средней тяжести левого джэба Грина. Бриггс был освистан трибунами за непрофессиональный бой. Было проведено расследование после боя, и выяснилось причастие Бриггса к договорному матчу. Ставки на проигрыш Бриггса в первом раунде составили выше самого гонорара Пола. Бриггс был оштрафован на 75 000 $.
После этого поединка Пол Бриггс окончательно завершил карьеру.

## Фильмография
Бриггс озвучит гигантского снеговика Маршмэллоу в мультфильме "Холодное сердце".